# ジャアファル・サーディク
ジャアファル・アッ＝サーディク（アラビア語: جعفر الصادق, 702年4月20日 - 765年12月13日）、全名アブー・アブドゥッラー・ジャアファル・イブン・ムハンマド・イブン・アリー・イブン・フサイン・アッ＝サーディクは、シーア派・イマーム派の第6代イマーム。アッ＝サーディクとは「信に値する者」の意。
クーファの街を拠点に活動し、神学者・法学者としても著名。ジャアファル・アッ＝サーディクの法判断はのちのシーア派法学においてジャアファル法学派の基礎となっており、イマーム派シーア派の教義を確立したイマームと言ってよい。しかしジャアファル・アッ＝サーディクの名声はシーア派内に留まるものではなく、信頼性の非常に高いハディースの伝承者として、また学問全般に対する貢献からスンナ派の間でも高い崇敬を受けた。
またジャアファル・アッ＝サーディクの後継をめぐって、のちに主流派となる12イマーム派と今日のアーガー・ハーンの家系に連なるイスマーイール派との分裂がおこっている。

## 出自
ジャアファル・アッ＝サーディクは702年4月20日、マディーナで誕生した。父は第5代イマームで、第4代イマームのアリー・イブン・フサインの孫であるムハンマド・アル＝バーキル。したがって初代アリーとその妻のファーティマ・ザフラーの子のフサインを通じて、預言者ムハンマドの直系の子孫にあたる。また母のファルワー・ビント・カースィムは初代正統カリフたるアブー・バクルの曾孫にあたる。

### 系図
|  |  |                |                |                |                |                |                |  |  |          |          |          |          |          |          |  |  |  |  |  |  |  |  |  |  |  |  |  |  |  |  |  |  |  |  |  |  |  |  |  |  |
|  |  | アリ―          |                |                |                |                |                |  |  |          |          |          |          |          |          |  |  |  |  |  |  |  |  |  |  |  |  |  |  |  |  |  |  |  |  |  |  |  |  |  |  |
|  |  |                |                |                |                |                |                |  |  |          |          |          |          |          |          |  |  |  |  |  |  |  |  |  |  |  |  |  |  |  |  |  |  |  |  |  |  |  |  |  |  |
|  |  |                |                |                |                |                |                |  |  |          |          |          |          |          |          |  |  |  |  |  |  |  |  |  |  |  |  |  |  |  |  |  |  |  |  |  |  |  |  |  |  |
|  |  | バーギル       | バーギル       | バーギル       | バーギル       | バーギル       | バーギル       |  |  | ザイド   | ザイド   | ザイド   | ザイド   | ザイド   | ザイド   |  |  |  |  |  |  |  |  |  |  |  |  |  |  |  |  |  |  |  |  |  |  |  |  |  |  |
|  |  | バーギル       | バーギル       | バーギル       | バーギル       | バーギル       | バーギル       |  |  | ザイド   | ザイド   | ザイド   | ザイド   | ザイド   | ザイド   |  |  |  |  |  |  |  |  |  |  |  |  |  |  |  |  |  |  |  |  |  |  |  |  |  |  |
|  |  | ジャアファル   |                |                |                |                |                |  |  |          |          |          |          |          |          |  |  |  |  |  |  |  |  |  |  |  |  |  |  |  |  |  |  |  |  |  |  |  |  |  |  |
|  |  |                |                |                |                |                |                |  |  |          |          |          |          |          |          |  |  |  |  |  |  |  |  |  |  |  |  |  |  |  |  |  |  |  |  |  |  |  |  |  |  |
|  |  |                |                |                |                |                |                |  |  |          |          |          |          |          |          |  |  |  |  |  |  |  |  |  |  |  |  |  |  |  |  |  |  |  |  |  |  |  |  |  |  |
|  |  | イスマーイール | イスマーイール | イスマーイール | イスマーイール | イスマーイール | イスマーイール |  |  | ムーサー | ムーサー | ムーサー | ムーサー | ムーサー | ムーサー |  |  |  |  |  |  |  |  |  |  |  |  |  |  |  |  |  |  |  |  |  |  |  |  |  |  |
|  |  | イスマーイール | イスマーイール | イスマーイール | イスマーイール | イスマーイール | イスマーイール |  |  | ムーサー | ムーサー | ムーサー | ムーサー | ムーサー | ムーサー |  |  |  |  |  |  |  |  |  |  |  |  |  |  |  |  |  |  |  |  |  |  |  |  |  |  |
|  |  |                |                |                |                |                |                |  |  | リダー   |          |          |          |          |          |  |  |  |  |  |  |  |  |  |  |  |  |  |  |  |  |  |  |  |  |  |  |  |  |  |  |
|  |  |                |                |                |                |                |                |  |  |          |          |          |          |          |          |  |  |  |  |  |  |  |  |  |  |  |  |  |  |  |  |  |  |  |  |  |  |  |  |  |  |

## 学者として
ジャアファルは幼時から祖父のアリーの許で勉学を積み、祖父の死後は743年のその死まで父とともに学んだ。
ジャアファルは、ハディース、スンナ、クルアーンなどのイスラーム諸学に通暁した。さらにイスラーム学に加えて、自然科学・数学・哲学・天文学・解剖学・化学、その他の諸学芸にも通じた。
イスラーム史における化学者として、第一に名の挙げられるアブー・ムーサ－・ジャービル・イブン・ハイヤーン（西欧語ではゲーベルの名で有名）は、ジャアファル・アッ＝サーディクの弟子のなかでも特に有名である。ジャアファルは学問における自由主義的寛容さで知られており、異なる信仰あるいは信条をもつ学者らとの議論を切望した。
シーア派では、スンナ派の法学派や神学派の祖のうちの3人までもがジャアファルの許で学んでいるという理由から、彼らをジャアファルの弟子とすべきであると考える。この議論はスンナ派の立場からは、ジャアファルの影響を誇張したものであるとされている。学者らの多くは互いの講義に出席していたのである。
- 多岐にわたりジャアファルと研究をともにしたと考えられる学者
  - ジャービル・イブン・ハイヤーン: 偉大な化学者。ヨーロッパではゲーベルの名で知られる。
  - ムーサー・アル＝カーズィム: ジャアファルの息子。第7代イマーム。ジャアファル学派を継ぐ。

- ジャアファルの講義へ出席したり、研究をともにしたと考えられるスンナ派学者
  - ワースィル・イブン・アター: ムゥタズィラ学派の祖。
  - アブー・ハニーファ: ハナフィー法学派の祖。
  - マーリク・イブン・アナス: マーリク法学派の祖。

## シーア派教義の確立
ジャアファルは前節の学者としてのあり方から見て取れるように、知と理性（アクル）を非常に重視した。これはシーア派学問や神智学的分野のみに留まるものではなく、法学分野に影響を与え、さらにシーア派の教義そのもの、ひいてはその政治思想にも影響を与えるものであった。判断（特に法的判断）における理性の強調は、とりもなおさず判断する者の「知」を重視することになるからである。この判断を社会全体での判断について当てはめると次のように議論が展開する。
ムスリム全体を導くために判断する者、すなわちウンマ（イスラーム共同体）を指導する者にも当然、知あるいは理性が求められる。では、預言者ムハンマド没後どのように「知」「理性」を持つ者が確保されてゆくのか。そこでジャアファルは、イマームこそ、そしてイマームのみが神の言葉たるシャリーア（イスラーム法）を正しく判断できるものとする。初代イマーム・アリーは知の完成者として賞賛されるが、ジャアファルは、その知のあり方はアリー家に受け継がれるとしたのである。こうして、ジャアファルにおいて、シーア派イマーム派の根本教義の一つ、アリー家の無謬のイマームが代々指導する共同体を志向するという教義が成立した。

## ウマイヤ朝下のジャアファル
ジャアファル・アッ＝サーディクは、激しく転変する時代に生きた。ジャアファルは、先々代イマーム・アリーの信徒らに重んぜられたが、彼らはウマイヤ朝から見れば異端的な反乱軍であり、ジャアファルの縁者の多くはウマイヤ朝によって死に追いやられたのである。叔父のザイド・ブン・アリーはジャアファルの父のムハンマド・アル＝バーキルが没した直後、ウマイヤ朝に対して反乱を起こした。ジャアファルはこれには参加しなかったが、ザイドをはじめ縁者の多くが亡くなり、また罰された。ウマイヤ朝末期の数年間にはこの他にも多くの反乱があり、750年のアッバース朝成立に至る。この時ジャアファルは48歳になっていた。
諸々の反乱勢力はジャアファル・アッ＝サーディクの支持を求めたが、ジャアファルは自身の見解をはっきりとさせずに、この類の要請をはぐらかしつづけた。ジャアファルはカリフ位を彼に与えるというような文言を持つ書簡を燃やしてしまい「この者は私に従う者ではなく、そもそも神の領域に属することをなすことは、この者にはできない」と言ったという。ジャアファルはその本意を隠し、慎重に沈黙を続けた。シーア派教義タキーヤ（信仰秘匿）の確立の淵源は、ここにあるとされる。タキーヤはすなわち、自らの本来の信条を明らかにすることで自己や他者を危険な状態に置いてしまう場合、これを隠すことが認められるという教義である。

## アッバース朝下のジャアファル
ウマイヤ朝に代わる新たな統治者アッバース朝は、ムハンマドの伯父のアッバースの子孫としての立場を基礎として権力の座に昇った。したがってムハンマドの子孫であり、多くの人々にカリフ位によりふさわしい権利をもつと見られたジャアファルは、アッバース朝の多大な嫌疑の対象であった。ジャアファルは綿密に監視され、時にはその信徒との紐帯を断ち切るために獄に下されることもあった。しかしどこに身を置こうと、なお迫害に耐え、研究と著述を続けたのである。
ジャアファル・アッ＝サーディクが没したのは765年12月4日のことである。毒殺であったという者もあり、シーア派イマームの前任者たち同様、殉教者とされた。マディーナの有名な墓地ジャンナトゥル・バキー墓地にその身が葬られている。

## イマーム位継承をめぐって
イマーム派のなかで十二イマーム派（イスナー・アシュアリー）とイスマーイール派への分裂が起こったのは、ジャアファルの没後のことであった。イスマーイール派はジャアファルの長男のイスマーイールの継承を可とし、一方十二イマーム派はイスマーイールの弟のムーサー・カーズィムの継承を然るべきとしたのである。結果的にイスマーイール派は袂を分かつことになり、今日に続く。イスマーイール派ニザール派の指導者アーガー・ハーンは、イスマーイールの子孫を称している。

## 現代における評価・意義
イランやイラクで主要な位置を占める十二イマーム派シーア派主義は、別名ジャアファリー派ともいわれる。言うまでもなく、ジャファル・サーデクの名前から由来している。この人物がこのイスラームの一派でどれほど枢要な位置を占めるかは、これによっても知ることができる。
1979年に成就したイラン・イスラーム革命のイデオローグの一人、モルタザー・モタッハリーは、サーデクの意義を正当に評価するためには、まず、彼の時代状況を踏まえる必要があるという。サーデクの時代を3代目イマーム・ホセインの時代と比較すれば、なぜ前者が政治的に穏健な立場に終始したのか明瞭になるのである。
サーデクの時代もホセインの時代とともに、政治的にいえばシーア派にとって受難の時であった。ホセインは恐れもなく果敢に、時の圧政的ウマイヤ朝に挑み、壮絶な死を遂げた。一方のサーデクは、周囲の支持者たちの懇願にもかかわらず叛旗を翻すことなく蟄居して、弟子たちの教育に従事することを選択した。記述の通り、当時のシーア派はハサン派とホセイン派に分かれており、サーデクはホセイン系の指導者であった。アッバース朝の圧制に対して、ハサン系の領袖アブドッラーはアブー・サルマと共謀し、政治的陰謀を展開していたが、アッバース朝の初代カリフは最終的に両者とも殺害した。問題は、このような状況で叛旗を翻すのが得策か、あるいは沈黙を守るのが賢明かいずれかである。
この問題についてモタッハリーは、サーデクが自らの殉教がイスラームとムスリムたちのためにより良い結果をもたらすのであれば、ホセインのように殉教を選ばれたであろう。その時代において、より利益があったのは知識・思想・教育に関する一つの指導であって、その影響は今日に至るまで及んでいると述べる。このイスラーム暦第二世紀頃は、ホセインが殉死した時代とは知的環境が大いに異なっていた。ギリシアの合理主義的思弁法を用いたムウタズィラ派神学が徐々に勢力を獲得してくるのに歩調を合わせて、法学・倫理学・哲学・神智学・解釈学・伝承学などが整備されてきた。現在シーア派世界で行われている基本的な形式は、サーデクの時代の方法の結果として生まれたものである。このように、サーデクの政治的沈黙はシーア派共同体全体の福利のためであって、彼によって今日のシーア派の基盤が据えられた、というのである。
すなわち、サーデクの時代は思想的革命の時代であって、政治的革命運動の条件が整っていなかった。言い換えれば、新しい帝国に編入された様々な地域から流入する思想、文化的要素がイスラームの存亡を脅かしていたのである。これはイスラーム誕生以来、かつてない現象であった。専門的な法学者が始めてイスラームの舞台に現れ、さらに神学者、異端者、さらに神秘主義などが現れた。この百家争鳴的状況のなかで、サーデクの指名はこれら思的潮流に押し流されることなく、以前と対峙しながら自らの拠って立つ宗派の立場を確固たるものとすることにした。シーア派の支持者から見て、この状況に対応できる人物はジャアファル・サーデク以外にいなかったということである。
彼の学識が衆に優れることは彼の周囲に参集した弟子の多さでも知れるが、スンナ派の学者や反シーア派的立場の者すら、サーデクの見識を賞賛していた事実がある。例えばマーレク・アナスは、2年間イマームのもとで研鑽していたが、「あの2年間がなければ、今の自分はなかった」と語った。さらにシーア派に敵対心を燃やしたことで知られるムハンマド・シャフレスターニーすら、サーデクのみは「煮え立つような知識を持っていた」「並々ならず禁欲的で、敬虔さを保持した人物であり、欲望というものからかけ離れた人物であった」と例外的に扱っている。

## 格言
1. 知なくしてことを難ずる者は、自らの鼻を落とす者である。
2. 知は信仰者の導きである。
3. 知は3つのものによって完成する。すなわち神への屈従、善なる確信、善ならざることについての沈黙である。
4. 無知も3つ。傲慢、激しい口論、神の無知である。
5. 実に知は錠であり、鍵は問いである。
6. 信者が怒りをもつとき、怒りによって彼が真実の外に連れ去られるべきでなく、満足しているとき、満足によって彼が虚偽に連れ去られるべからず。
7. 無知なるものの振る舞いの類。聞き終わるまえに答え、理解するまえに否とし、知らざることを判断する。

## 逸話
-ある者がジャアファルに神を見せよと頼んだ。イマーム対えて曰く「太陽を見よ」。男は言う。太陽を見ること能わず。輝きの大なればなり、と。ジャアファルは言う。「被造物すら見ることができない、いかにして創造主を見んとするか」と。
-「砂漠のカーリマン」-女子供は殺さないと誓いを立てていたが、部下が勝手に女子供を数十人処刑してしまった。アッラーへの誓いとしてサーディクは砂漠でしばらく過ごした。MASTERキートンで使われたエピソードだが、出店不明。